# Washington Mutual
La Washington Mutual (abbreviato in WaMu) è stato uno dei più grandi istituti bancari e finanziari degli Stati Uniti fino al suo fallimento avvenuta nel 2008.
Fondata il 25 settembre 1889, con quartier generale a Seattle e quotata al NASDAQ, il 25 settembre 2008 venne sottoposta sotto sequestro dalla Office of Thrift Supervision (OTS? e inserita in amministrazione controllata dalla Federal Deposit Insurance Corporation (FDIC). L'FDIC ha venduto le filiali bancarie alla JPMorgan Chase per 1,9 miliardi di dollari. La chiusura rappresenta il più grande fallimento bancario nella storia finanziaria statunitense. Prima dell'amministrazione controllata, era la sesta banca più grande degli Stati Uniti.